# Dacquoise

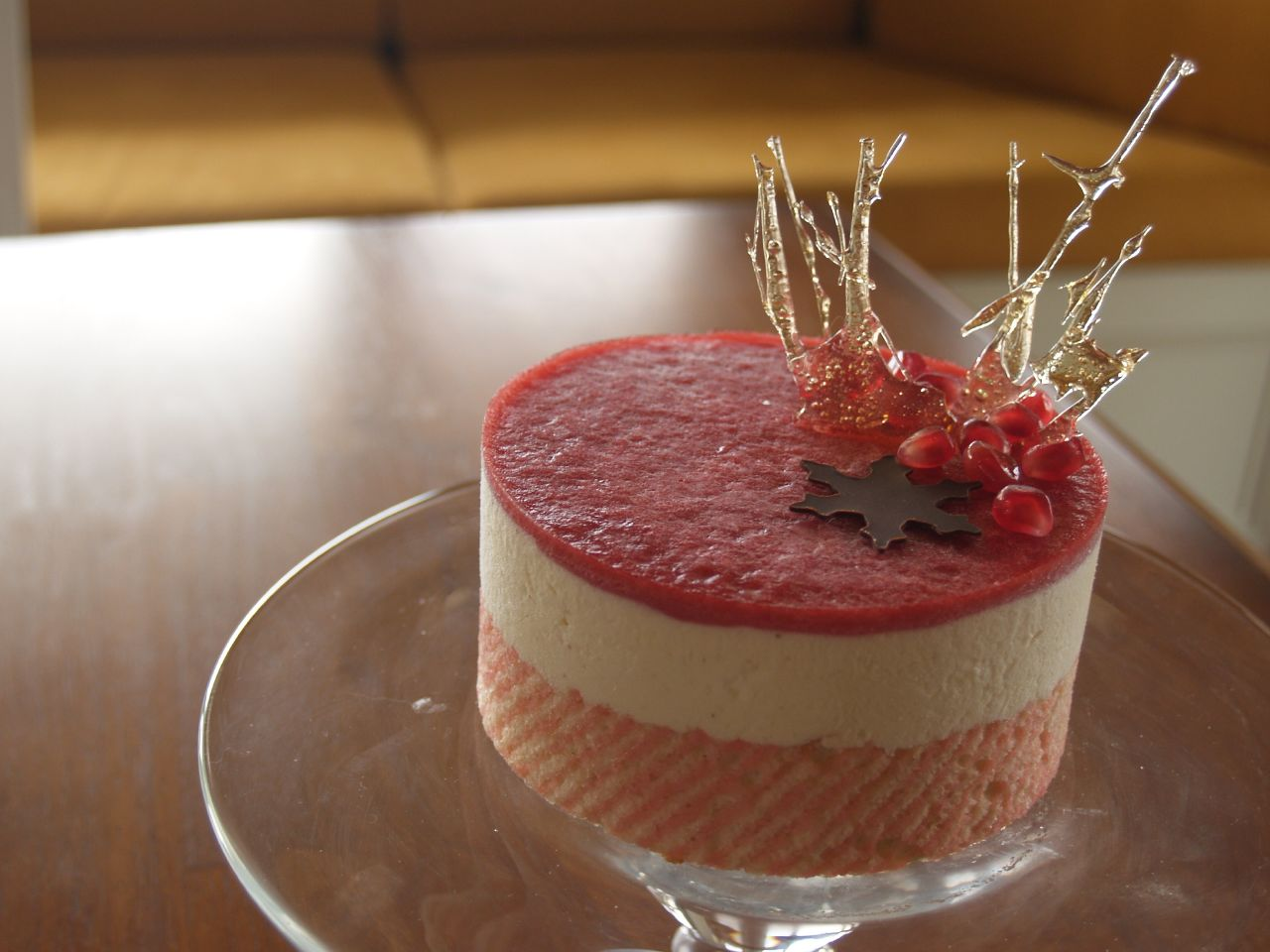
En dacquoisetårta.

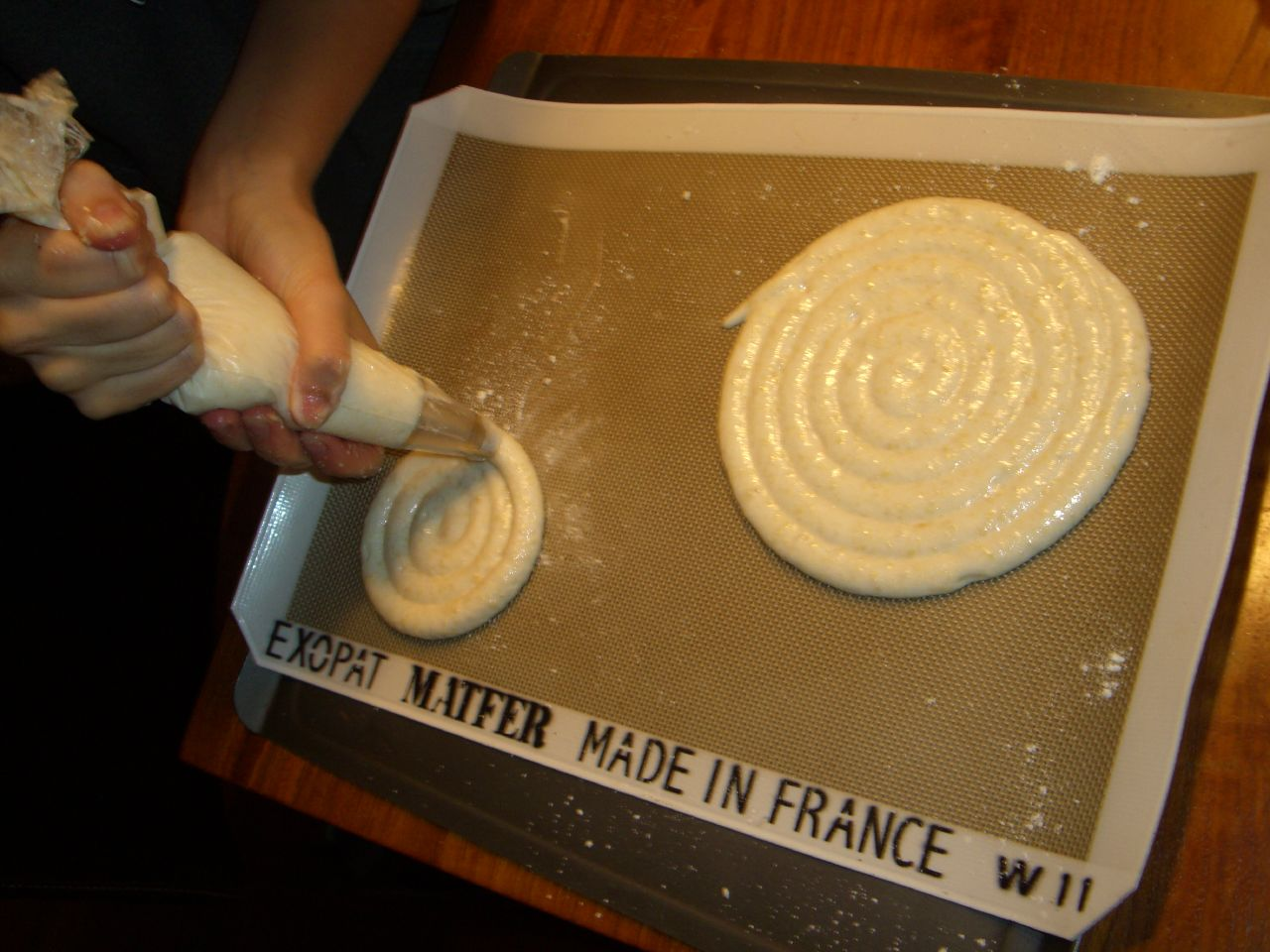
Dacquoisebottnar på maräng och malda nötter.

Dacquoise (franskt uttal: [da'kwɑz]) är en tårta från Frankrike som görs på marängbottnar med mald hasselnöt eller mandel som varvas med vaniljkräm, mousse, ganache eller smörkräm. Den dekoreras ibland med choklad. Namnet kommer från den feminina formen av franska ordet "från Dax", som är en stad i södra Frankrike.
Namnet dacquoise kan ibland bara syfta på marängbottnar med mald hasselnöt eller mandel som kan användas i olika sorters tårtor och bakelser. De kan även kallas dacquoisebottnar eller dacquoiseanslag.